# 明安公主
明安公主（めいあんこうしゅ、ミョンアンコンジュ、명안공주、康熙4年5月18日（1665年6月30日） - 康熙26年5月16日（1687年6月25日））は、李氏朝鮮第18代国王顕宗と明聖王后の娘。粛宗の同母妹。諱は福姫（ボクヒ、온희）。

## 生涯
1665年に顕宗の三女として誕生し、1671年、公主に封じられた。1680年に呉泰周と嘉礼を挙げるが、彼女の住居が盛大な規模と莫大な費用を掛けたため、宋時烈などの臣下から上訴を受けた。
1687年、22歳で死去。顕宗の子女で成人したのは粛宗と彼女のみだったため、兄の粛宗から可愛がられた。墓所は京畿道安山市にある。

## 家族
- 父: 顕宗
- 母: 明聖王后金氏（1642年 - 1684年）- 清風府院君金佑明（朝鮮語版）の娘
  - 姉:明善公主（朝鮮語版）（1660年 - 1673年）
  - 兄:粛宗 李焞（1661年 - 1720年）- 第19代国王
  - 姉:明恵公主（朝鮮語版）（1665年 - 1673年）
- 夫:呉泰周（オ・テジュ、1668年 - 1716年）
  - 養子: 吳瑗（朝鮮語版）（1700年 - 1740年）

## 登場作品
テレビドラマ
- チャン・オクチョン-張禧嬪-（2013年、SBS） - 演：アヨン